# Rudolf Fichtner
Rudolf Fichtner (* 10. November 1899; † 19. April 1970) war ein deutscher Produktions- und Aufnahmeleiter.
Fichtner kannte Leni Riefenstahl bereits durch deren schauspielerische Teilnahme am 1932 entstandenen Kinofilm S.O.S. Eisberg von Regisseur Arnold Fanck, bei dem er selbst die Aufnahmeleitung übernommen hatte. 1936 wurde Fichtner dann von Riefenstahls Olympia-Film G.m.b.H. angefragt, ob er neben Konstantin Boenisch und Arthur Kiekebusch die Aufnahmeleitung bei einem Großprojekt übernehmen wolle, denn der Film Olympia über die Olympischen Sommerspiele 1936 stellte ganz besondere dokumentarische, künstlerische und technische Herausforderungen. Aufgrund der Komplexität des Projekts stellte sich heraus, dass diese drei Aufnahmeleiter je zehn Assistenten benötigten. Riefenstahl übertrug Fichtner die Leitung der Filmaufnahmen, die außerhalb Berlins gedreht wurden, z. B. die Sportler-Studien an der Kurischen Nehrung.
Ebenfalls als Aufnahmeleiter war Fichtner 1939 an dem antisemitischen filmischen Machwerk Robert und Bertram unter der Regie von Hans Hellmut Zerlett beteiligt, von 1940 bis 1944 an dem Film Tiefland von Leni Riefenstahl und 1943 bis 1944 an dem propagandistischen Durchhaltefilm Kolberg unter Veit Harlan.
In der Nachkriegszeit lässt sich an seinen Verpflichtungen ein Teil der Entwicklung der bundesdeutschen Filmindustrie ablesen. Er war jedoch nach den beiden Teilen des Olympia-Films auch an weiteren filmischen Highlights beteiligt, so an Bernhard Wickis Antikriegsfilm Die Brücke.

## Filmographie
- 1928: Die nicht heiraten dürfen
- 1929: Auf der Reeperbahn nachts um halb eins
- 1929: Kennst du das kleine Haus am Michigansee?
- 1932: Der Rebell
- 1933: S.O.S. Eisberg, Regie: Arnold Fanck
- 1934: Der verlorene Sohn, Regie: Luis Trenker
- 1934: Jungfrau gegen Mönch
- 1934: Petersburger Nächte. Walzer an der Newa, Regie: E. W. Emo
- 1935: Warum lügt Fräulein Käthe?
- 1935: Der arme Reiche
- 1936: Der Kaiser von Kalifornien, Regie: Luis Trenker
- 1936/38: Olympia, 1. Teil: Fest der Völker, Regie: Leni Riefenstahl
- 1936/38: Olympia, 2. Teil: Fest der Schönheit, Regie Leni Riefenstahl
- 1937: Der Herrscher, Regie: Veit Harlan
- 1937: Condottieri, Regie: Luis Trenker, Werner Klingler
- 1937: Der Berg ruft, Regie: Luis Trenker
- 1938: Es leuchten die Sterne, Regie: Hans H. Zerlett
- 1938: Liebesgrüße aus dem Engadin
- 1938: Verliebtes Abenteuer
- 1939: Robert und Bertram, Regie: Hans H. Zerlett
- 1939: Der Feuerteufel, Regie: Luis Trenker
- 1940/54: Tiefland, Regie: Leni Riefenstahl
- 1943: Der ewige Klang
- 1943/45: Kolberg, Regie: Veit Harlan
- 1944: Aufruhr der Herzen
- 1945: Der Puppenspieler
- 1947: Menschen in Gottes Hand
- 1948: Die Zauberschere
- 1948: Sie sind nicht gemeint
- 1948: Stadtmeier und Landmeier
- 1948: Die Söhne des Herrn Caspary
- 1949: Du bist nicht allein
- 1949: Verspieltes Leben
- 1950: Föhn, Regie: Rolf Hansen
- 1951: Das letzte Rezept
- 1952: Die Försterchristl
- 1952: Alraune, Regie: Arthur Maria Rabenalt
- 1952: Im weißen Rößl, Regie: Willi Forst
- 1953: Der letzte Walzer
- 1954: Dieses Lied bleibt bei dir
- 1954: Das Bekenntnis der Ina Kehr
- 1955: Kinder, Mütter und ein General
- 1955: Die Wirtin an der Lahn
- 1956: Meine Tante – Deine Tante
- 1956: Heiße Ernte
- 1957: Schütze Lieschen Müller
- 1957: Die fidelen Detektive
- 1957: Jägerblut
- 1958: Die Landärztin
- 1958: Eine Reise ins Glück
- 1959: Arzt aus Leidenschaft
- 1959: Die Brücke, Regie: Bernhard Wicki
- 1960: Der Held meiner Träume
- 1961: Heute gehn wir bummeln, Regie: Erik Ode
- 1962: Die Försterchristel, Regie: Franz Josef Gottlieb
- 1965: Die Brille
- 1966: Ein Auftrag für…
- 1966: Der Barockengel
- 1967: Die Kiste
- 1967: Die Flucht nach Holland
- 1968: Der Kommissar, Folge 1: Toter Herr im Regen
- 1968: Der Kommissar, Folge 2: Das Messer im Geldschrank
- 1968: Der Kommissar, Folge 4: Die Tote im Dornbusch
- 1969: Der Kommissar, Folge 11: Die Schrecklichen
- 1969: Der Kommissar, Folge 12: Die Waggonspringer
- 1969: Der Kommissar, Folge 13: Auf dem Stundenplan: Mord
- 1969: Der Kommissar, Folge 14: Das Ungeheuer
- 1970: Der Kommissar, Folge 15: Der Papierblumenmörder
- 1970: Der Kommissar, Folge 16: Tod einer Zeugin
- 1970: Der Kommissar, Folge 17: Parkplatz-Hyänen
- 1970: Der Kommissar, Folge 18: Dr. Meinhardts trauriges Ende, Regie: Michael Verhoeven
- 1970: Der Kommissar, Folge 20: Messer im Rücken
- 1970: Der Kommissar, Folge 21: …wie die Wölfe, Regie: Wolfgang Staudte
- 1970: Wer klingelt schon zur Fernsehzeit?'[4]